# Rudolf Ticháček (saxofonista)
Rudolf Ticháček (18. ledna 1943, Olomouc – 27. září 1982, Mnichov) byl jazzový saxofonista, skladatel a pedagog. Spolupracoval s Karlem Velebným v jeho skupině SHQ, s Traditional Jazz Studiem Pavla Smetáčka, s Horkým dechem zpěvačky Jany Koubkové, s kontrabasistou Luďkem Hulanem, byl členem Jazzového orchestru Československého rozhlasu a jedním z pilířů jazzrockové kapely Energit Luboše Andršta.
Spolu s Karlem Velebným působil jako lektor kurzů nazvaných Jazzová škola hrou, probíhajících v letech 1974 až 1978 v klubu fakulty elektrotechniky ČVUT 007, známého jako Sedmička, na pražských vysokoškolských kolejích na Strahově. Rudolf Ticháček zemřel na následky dopravní nehody v Mnichově, kdy přehlédl automobil, který ho srazil při přecházení vozovky.

## Diskografie
- SHQ: Motus - Supraphon 1972 [5]
- SHQ: Jazzové nebajky - Panton 1972 [6] [7]
- Energit: Energit - Supraphon 1975 [8]
- Energit: Mini jazz klub 6 - singl Panton 1976 [9]
- Energit: Jazzrocková dílna 2 - Panton 1977 [10]
- Energit: Piknik - Panton 1978 [11]
- Luděk Hulan: Milá společnost - Supraphon 1978 [12]
- Horký dech: Mini jazz klub 23 - singl Panton 1979 [13]
- Pražský Big Band: Poste Restante 1982 Supraphon [14] [1]